# 388
Римська імперія розділена на частини, де правлять Феодосій I та Валентиніан II. У Китаї правління династії Цзінь. В Індії правління імперії Гуптів. В Японії триває період Ямато. У Персії править династія Сассанідів.
На території лісостепової України Черняхівська культура. У Північному Причорномор'ї готи й сармати. Історики VI століття згадують плем'я антів, що мешкало на території сучасної України приблизно з IV сторіччя. З'явилися гуни, підкорили остготів та аланів й приєднали їх до себе.

## Події
- Патріарх Тимофій Олександрійський вперше випустив Пасхалію замість щорічних послань Олександрійських єпископів про те, коли святкувати Великдень
- 28 липня — У битві біля Аквілеї римський імператор Феодосій I розбив претендента на трон Магна Максима.
- Магна Максима страчено, страчено також його сина Флавія Віктора.
- Шахом Персії стає Баграм IV.

## Померли
- Магн Максим, узурпатор.